# Tortona
Tortona (im lokalen Dialekt Turtona) ist eine italienische Gemeinde (comune) in der Provinz Alessandria, Region Piemont.

## Lage und Einwohner
Die Kleinstadt Tortona liegt 22 Kilometer östlich von der Provinzhauptstadt Alessandria am orographisch rechten Ufer des Flusses Scrivia auf einer Höhe von 122 m s.l.m. Das Gemeindegebiet hat eine Grundfläche von 99,29 km² und 26.436 (Stand 31. Dezember 2023) Einwohner. Zu Tortona gehören auch die Fraktionen Bettole, Castellar Ponzano, Mombisaggio, Torre Calderai, Passalacqua, Rivalta Scrivia, Torre Garofoli und Vho. Die Stadt ist das Durchgangstor zu den Tälern Curone, Grue, Ossona und Borbera.
Die Nachbargemeinden sind Alessandria, Bosco Marengo, Carbonara Scrivia, Carezzano, Castelnuovo Scrivia, Paderna, Pontecurone, Pozzolo Formigaro, Sale, Sarezzano, Spineto Scrivia, Viguzzolo, Villalvernia und Villaromagnano.

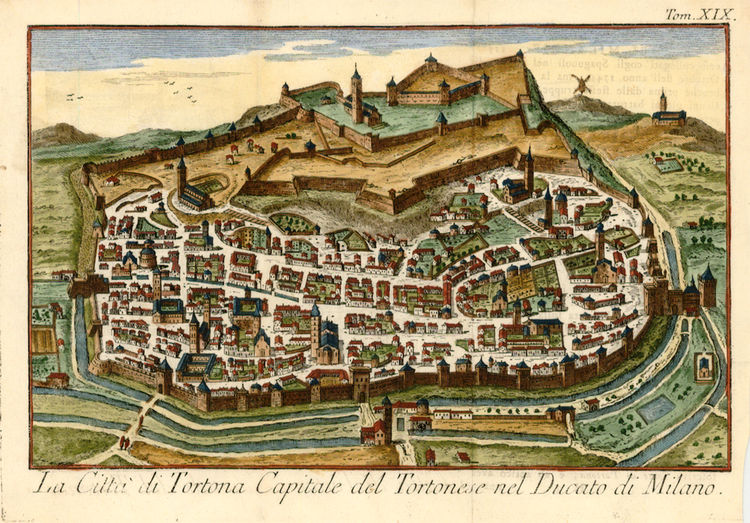
Tortona im Mittelalter Joost de Hondt aus dem Jahr 1623

## Geschichte

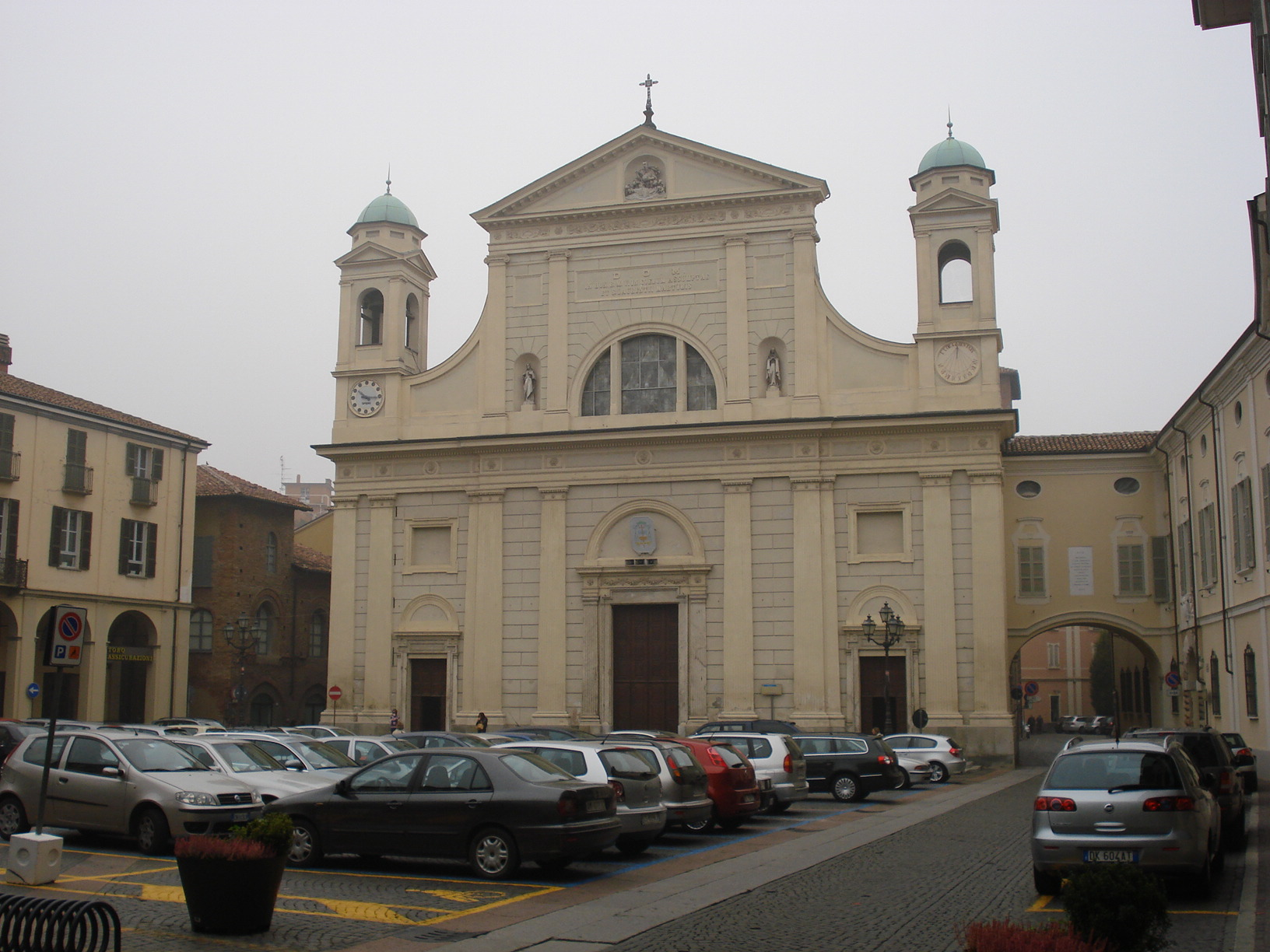
Domplatz und der Bischofspalast (16.–17. Jh.)

Die Stadt ist vorromanischen Ursprungs und liegt inmitten von Weinbaugebieten (siehe auch den Artikel Colli Tortonesi). Im Jahr 120 v. Chr. wurde Tortona unter dem Namen Colonia Iulia Dertona gegründet und war ein wichtiger Militärstützpunkt an der Via Postumia. Im Jahr 461 wurde Majorian, der letzte tatkräftige weströmische Kaiser, in Dertona getötet.
Das Bistum Tortona ist eines der ältesten der Welt. Laut Überlieferung war der erste Bischof der heilige Marziano, der nach unterschiedlichen Quellen 117 unter Trajan oder 120 unter Hadrian als christlicher Märtyrer gekreuzigt wurde. Auch wenn die historischen Angaben über den heiligen Marziano ungenügend und fragmentarisch sind, existierte eine christliche Gemeinschaft sicher schon im 2. Jahrhundert.

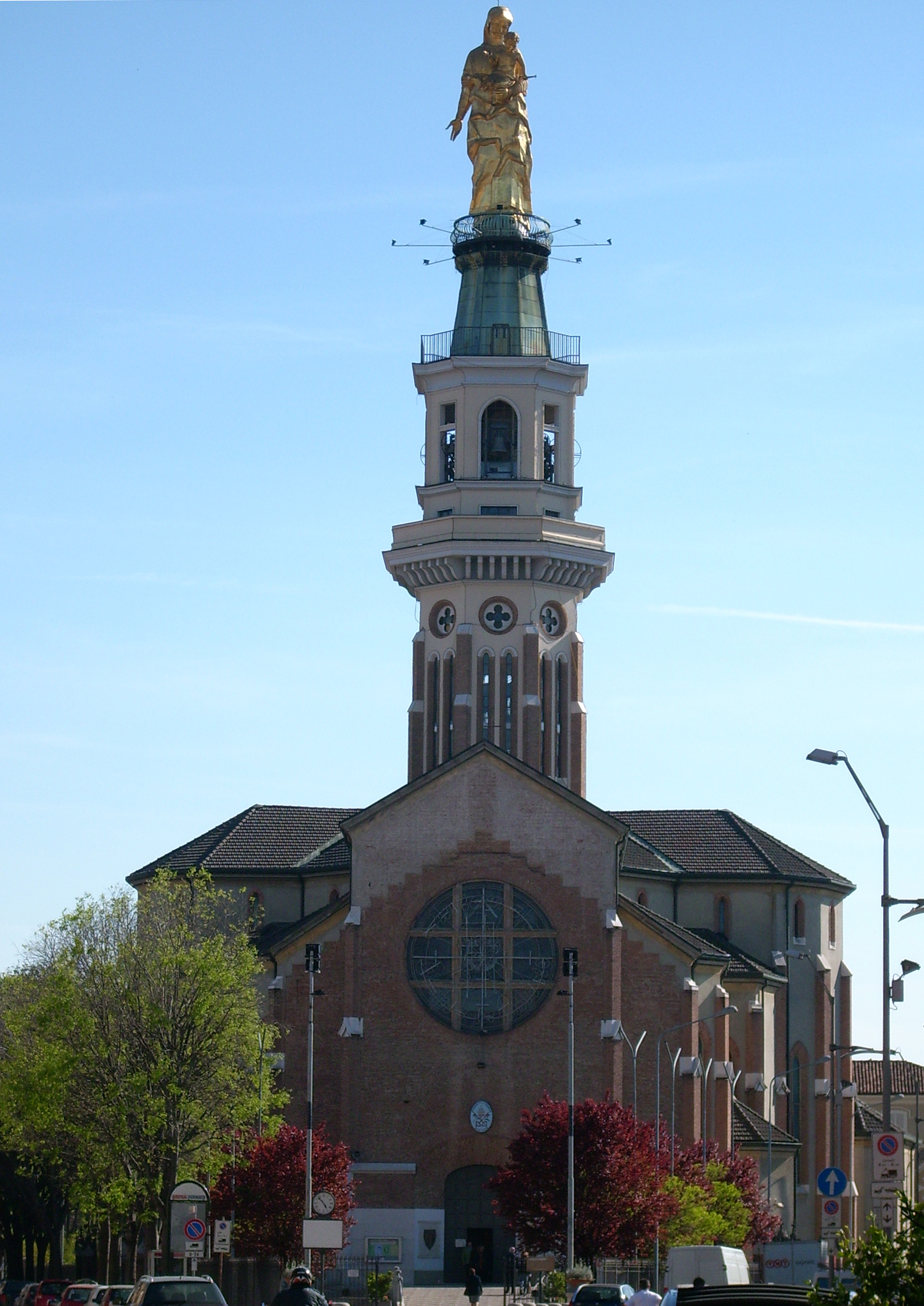
Kirche Madonna della Guardia

Heute ist Tortona eine Industrie- und Handelsstadt, ein Verkehrsknotenpunkt, zu dem ein wissenschaftlich-technologischer Park und das Containerzwischenlager von Rivalta Scrivia gehören.

## Sehenswürdigkeiten
Touristisch interessante Bauten sind: die Kirche Santa Maria Canale aus dem 11. Jahrhundert, die Kathedrale aus dem 16. Jahrhundert, und der Bischofspalast, das Theater (1842), die Kirche San Giacomo aus dem 17. Jahrhundert, die Kapuzinerkirche, der Turm des Schlosses, die Via Emilia und das alte Stadtzentrum mit dem Palazzo Guidobono. Im Süden Tortonas liegt das 1180 errichtete Zisterzienser-Kloster Rivalta Scrivia.

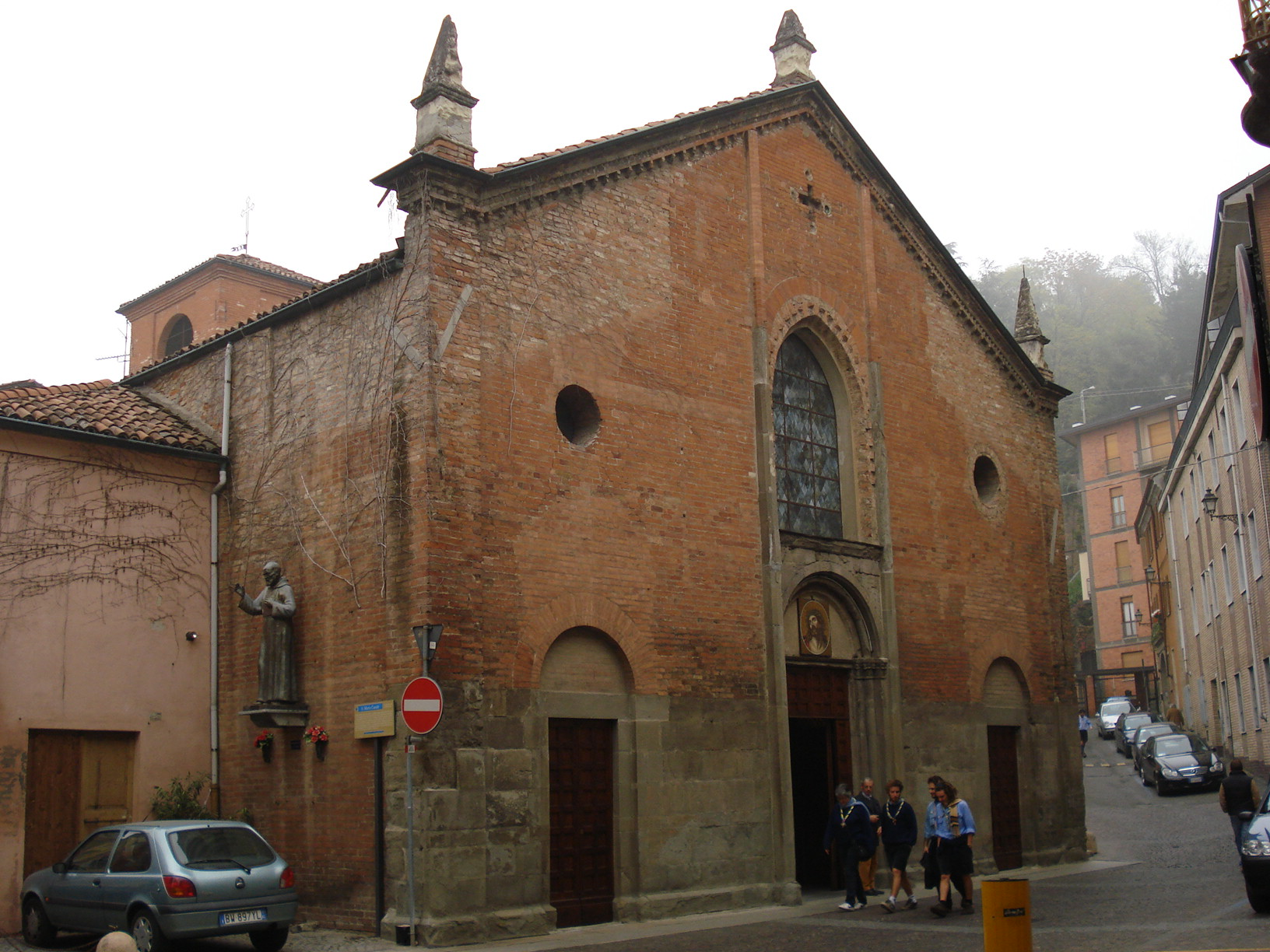
Santa Maria Canale, Kirche aus dem 11. Jahrhundert

## Städtepartnerschaften
Städtepartner sind Privas in Frankreich und Jiangyin in China. Die Städtepartnerschaft mit Weilburg, Deutschland wurde im August 2008 beendet, die mit Zevenaar in den Niederlanden war bereits zuvor beendet worden.

## Wirtschaft und Infrastruktur
Tortuna liegt verkehrsgünstig an den Autobahnen A7, A21 und Autobahnabzweig A26/A7 und an der Bahnstrecke Voghera–Tortona–Novi Ligure mit direktem Anschluss an die Bahnstrecke Turin–Genua. Der Terminal in Rivalta Scrivia verfügt über tägliche Bahnverbindungen zu den Häfen Genua und la Spezia und nach Rom. Von dieser Logistikplattform aus erfolgt die Belieferung der Industrie und des Einzelhandels in Piemont, der Lombardei, Venetien sowie der Emilia-Romagna.

## Sport
Im Jahr 2024 führte die Tour de France auf der 3. Etappe durch Tortona. Auf der Corso Coppi Fausto e Serse wurde mit der Côte de Tortone (190 m) eine Bergwertung der 4. Kategorie abgenommen. Diese wies auf einer Länge von 1,1 Kilometern eine durchschnittliche Steigung von 6,3 % auf. In Gedenken an Fausto Coppi, der im Jahr 1960 in Tortona verstarb, trrug die Bergwertung den Beinamen des italienischen Radsportlers. Der Norweger Jonas Abrahamsen führte über die Kuppe.

## Sonstiges
Nach der Stadt ist das Weinbaugebiet der Colli Tortonesi benannt.
Die geologische Stufe des Tortoniums (Miozän, Neogen) wurde nach der Stadt Tortona benannt.

## Persönlichkeiten
- Francesco Guidobono Cavalchini (1755–1828), Kardinal
- Cesare Saccaggi (1868–1934), Maler
- Lorenzo Perosi (1872–1956), Kirchenmusiker und Komponist
- Giovanni Cuniolo (1884–1955), Radrennfahrer
- Luigi Malabrocca (1920–2006), Radrennfahrer
- Pier Paolo Tamburelli (* 1976), Architekt, Architekturkritiker und Universitätsprofessor
- Alessandro Cattelan (* 1980), Fernseh- und Radiomoderator
- Alessandro Pier Guidi (* 1983), Rennfahrer
- Nicolò Turco (* 2004), Fußballspieler